# Pristimantis bicantus
Pristimantis bicantus é uma espécie de anfíbio anuro da família Strabomantidae. Está presente no Equador. A UICN classificou-a como em perigo crítico.